# Paniac
Pour commune en Haïti, voir Paniac (Haïti).
Albums de Billy Ze Kick
Billy Ze Kick et les Gamins en Folie
(1993) Verdure et Libido
(2001)
Paniac est le deuxième album du groupe rennais Billy Ze Kick et les Gamins en folie, sort en 1996. Plus exactement, il s'agit d'un album solo de Billy Ze Kick (alias Nathalie Cousin), les Gamins en Folie n'étant pas crédités sur l'album.

## L'album
Ce deuxième album est fondamentalement différent du premier, Billy Ze Kick et les Gamins en Folie, au moins par deux aspects. Tout d'abord, il s'agit d'un album solo de l'auteur interprète du groupe, Nathalie Cousin. Le groupe s'est en effet séparé en 1994 après le premier album, et "BZK" souhaite continuer l'aventure. Ensuite, l'album ne connaît pas le même succès. Là où son prédécesseur avait franchi la barre des 400 000 exemplaires vendus, Paniac ne réussit qu'un médiocre 15 000.
Il se compose de quatorze morceaux. Deux feront l'objet de singles, À Vélo et Non, non, rien n'a changé. Cette dernière est une reprise de la chanson des Poppys de 1971.
Les thèmes abordés par l'album sont plus éclectiques que sur le précédent, quoique toujours dans la même veine alternativiste : consommation de drogues (Le Marchand de bonbons), banditisme (Véga del Rio, Les Voleurs), mais également écologie (À Vélo). D'autres chansons sont inspirées de divers thèmes, comme Total Recall inspirant IMBL (pour "Implant Memory Bank Limited") ou la violence des textes de Bret Easton Ellis dans Foxa.
L'album est enrichi par la participation de Matthieu Chedid comme bassiste. C'est d'ailleurs sur cet album, pour le titre M, que Matthieu Chedid donne naissance à un personnage qui préfigure ce que deviendra son alter ego musical -M-. Cette chanson, que Matthieu Chedid a arrangée, est par ailleurs un hommage à La Chanson de M, de l'album Billy Ze Kick et les Gamins en Folie.

## Liste des titres
1. Paniac
2. Les Voleurs
3. Véga del Rio
4. Mohamed Ali
5. À Vélo
6. Le Marchand de bonbons
7. Prom'nons nous
8. I.M.B.L
9. Fais dodo
10. M
11. Foxa
12. Déjà vu
13. Timbres de pop
14. Non, non rien n'a changé

## Postérité
- Non, non, rien n'a changé est utilisée comme musique de fin dans le jeu vidéo MDK , où Billy Ze Kick est créditée sous le nom de BZK.
- Deux des chansons de la bande originale du film Quatre Garçons pleins d'avenir sont tirées de l'album Paniac de Billy Ze Kick : Paniac et Fais dodo.